# Манастир Детлак
Манастир Детлак је манастир Српске православне цркве. Налази се у селу Доњи Детлак, Општина Дервента. Манастирски храм је посвећен светом пророку Илији.

## Историја
Градња манастира по Детлачкој хрисовуљи завршена је 1303. године, а ктитор манастира био је краљ Стефан Драгутин. Ова повеља била је написана у облику свитка од пергамента димензије 375x8x4950мм, са потписом „Стефана Драгутина, по милости божјој краља српских земаља“. Хрисовуља је састављена лијепљењем од осам пергаментних листова. Обје стране биле су меке и глатке. Исписани текст био је широк око 260 милиметара. На врху, у средини, налазио се орнамент. Детлачка хрисовуља нестала је из архива црквене општине Дервента за вријеме анексије Босне и Херцеговине од стране Аустро-Угарске 1878. године. Претпоставља се да је украдена од стране окупатора. Опис повеље је сачинио прота дервентски Томо Анђелић.
Следећи сачувани писани документ о манастиру је натпис на Јеванђељу које је рукописано у Детлаку 1509. године, а данас се поменуто Јеванђеље чува у Народној библиотеци у Букурешту и на њему пише:
 „Ово Јеванђеље је писано у селу Детлак на ријеци Укрини“ 
Следећи помен манастира везан је за Евхологион (Детлачки молитвослов – зборник). Ово дјело данас се чува у Патријаршијској библиотеци у Београду, а састоји се из двије цјелине, од којих прва датира из периода 1625-1635. године, а друга из периода 1550-1560. године.
Први дио Евхологиона је дјело Захарија Возућанина, који је ову књигу писао у манастиру који прославља догађај преноса моштију Светог оца Николаја, у селу Детлаку, поред ријеке Укрине, код града Дервенте у вријеме српског Архиепископа Пајсија и босанског Митрополита Исаије. 
 „Ова књижица написана је и обновљена грешним рукама Захарије Возућанина по налогу презвитера Милеша, у селу Детлаку, у вријеме када је српским престолом владао архиепископ Пајсије, а босански митрополит био Исија, 24. 11. 1628. године“ 
Други, старији дио је дјело једнога писца и важан је због самог помињања Детлака као мјеста настанка. Претпоставља се да је у манастиру био преписивачки центар.
Са упадима турске војске у Босну 1458. године, манастир је демолиран. Турци су се са плијеном повукли, а недуго затим манастир је обновљен. Сличну судбину доживио је око 1690. године, да би га Турци потпуно уништили 1834. у вријеме буне попа Јовице Илића.
Градња једнобродног храма Светог пророка Илије је почела 1910. године а завршена је 1913. године. Храм је поменуте године осветио свештеник Илија Миђић.

## Садашњост
Залагањем и трудом Средоја Новића обновљен је 2009. године, а тада га је осветио Епископ зворничко-тузлански Василије 17. октобра 2009. године. Конак манастира је 2012. године надограђен на парохијски дом из 1998. године.
Манастир је живописао у српско-византијском стилу Горан Пешић из Чачка. Иконостас од храстовог дрвета је радио Стево Пена из Мркоњић Града. Иконе у византијском стилу је насликао Перо Боснић из Шипова.

## Свештенство
Током двадесетог вијека о храму су бринули свештеници: 
Бранко Ђаковић од 1937. године, Стево Гачић, Недељко Поповић, Михајло Јовић, Саво Јовић и Саво Тодоровић.